# Calendari hel·lènic
El terme  calendari hel·lènic  designa els diferents calendaris utilitzats durant l'era clàssica grega, dels quals el  calendari àtic  és el més conegut.

## Calendaris per regions (noms dels mesos)[a]

### Atenes
Vegeu calendari àtic
- Hecatombeó- Εκατομβαιών (~ 15 Juny)
- Metagitnió- Μεταγειτνιών
- Boedromió- Βοηδρομιών
- Pianepsió o Pianopsió- Πυανοψιών (o Πυανεψιών)
- Memacterió- Μαιμακτηριών
- Posideó- Ποσιδεών (o Ποσειδεών)
- Gamelió- Γαμηλιών
- Antesterió- Ανθεστηριών
- Elafebolió- Ελαφηβολιών
- Muniquió- Μουνυχιών (o Μουνιχιών)
- Targelió- Θαργηλιών
- Esciroforió- Σκιροφοριών

### Beòcia
- Bucaci - Βουκάτιος (~ 23 desembre)
- Hermeu - Ἑρμαίος
- Prostateri - Προστατήριος
- Agrioni - Ἀγριώνιος
- Tiluti - Θειλούθιος
- Tiüios- θιούιος
- Homoloos o Homolou - Ὁμολῷος
- Hipodromi - Ἱπποδρόμιος
- Panam - Πάναμος
- Pambeoci - Παμβοιώτιος
- Damatri - Δαμάτριος
- Alalcomeni - Ἀλαλκομένιος

### Creta
- Tesmoforió - Θεσμοφοριών (~ 23 setembre)
- Hermeu - Ἑρμαῖος
- Imani - Ἰμάνιος
- Metarqui - Μετάρχιος
- Agieu - Ἀγυεῖος
- Dioscori - Διοσκόριος
- Teodosi - Θεοδόσιος
- Ponci - Πόντιος
- Rabinti - Ραβίνθιος
- Hiperbereteu - Ὑπερβερεταῖος
- Necisi - Νεκύσιος
- Basileu - Βασίλειος

### Delfos
- Bucaci - Βουκάτιος (~ setembre)
- Hereu - Ἡραῖος
- Apel·leu - Ἀπελλαῖος
- Αmali - Αμάλιος
- Dadafori - Δᾳδαφόριος
- Petropi - Ποιτρόπιος
- Bisi - Βύσιος
- Artemisi - Ἀρτεμίσιος
- Heracleu - Ἡράκλειος
- Boateu o Boàtous - Βοαθοῖος/Βοαθόος
- Ileu - Ἰλαῖος
- Teoxeni - Θεοξένιος

### Corint
- Φοινικαῖος > Feniceu
- Κράνειος > Craneu
- Λανοτρόπιος > Lanotropi
- Μαχανεύς > Macaneu
- Δωδεκατεύς > Dodecateu
- Εὔκλειος > Eucleu
- Ἀρτεμίσιος > Artemisi
- Ψυδρεύς > Psidreu
- Γαμείλιος > Gamili
- Ἀγριάνιος > Agriani
- Πάναμος > Panam
- Ἀπελλαῖος > Apel·leu

### Esparta
- Herasi - Ἡράσιος (~octubre)
- Apel·leu - Ἀπελλαίος
- Diosti - Διόσθυος
- Eleusini - Ἐλευσίνιος
- Gerasti - Γεράστιος
- Artemisi - Ἀρτεμίσιος
- Delfini - Δελφίνιος
- Fliasi - Φλειάσιος
- Hecatombeu - Ἑκατομβεύς
- Carneu - Κάρνειος
- Panam - Πάναμος

### Macedònia
Vegeu calendari macedoni
- Dios - Δίος (~octubre)
- Apel·leu - Ἀπελλαῖος
- Audineu - Αυδυναίος
- Perici - Περίτιος
- Distre - Δύστρος
- Xàndic o Xàntic - Ξανδικός o Ξανθικός
- Artemisi - Ἀρτεμίσιος
- Desi - Δαίσιος
- Panam o Panem - Πάναμος o Πάνημος
- Loos o Loios - Λῷος o Λώιος
- Gorpieu - Γορπιαίος
- Hiperbereteu - Ὑπερβερεταῖος

### Rodes
Sobre el calendari de Rodes
- Agriani - Ἀγριάνιος
- Badromi - Βαδρόμιος
- Teudasi - Θευδάσιος
- Δάλιος - Dali
- Artamici - Ἀρταμίτιος
- Panam - Πάναμος
- Pedagitni - Πεδαγειτνύος
- Hiacinti - Ὑακίνθιος
- Carneu - Κάρνειος
- Tesmofori - Θεσμοφόριος
- Esminti - Σμίνθιος
- Diosti - Διόσθυος

### Sicília
- Tesmofori - Θεσμοφόριος
- Dali - Δάλιος
- Agriani - Αγριάνιος
- Teudasi - Θευδάσιος
- Artemici - Αρτεμίτιος
- Badromi - Βαδρόμιος
- Hiacinti - Ὑακίνθιος
- Carneu - Κάρνειος
- Panam - Πάναμος

### Tessàlia
- Itoni - Ἰτώνιος
- Panem - Πάνημος
- Temisti - Θεμίστιος
- Agagili - Ἀγαγύλιος
- Apol·loni - Ἀπολλώνιος
- Hermeu - Ἑρμαῖος
- Lescanori - Λεσχανόριος
- Afri - Ἄφριος
- Tios - Θυῖος
- Homoloos - Ὁμολῴος
- Hipodromi - Ἱπποδρόμιος
- Fíl·lic - Φυλλικός

## Calendari de les Olimpíades
La cultura i l'esport van néixer units. De fet, en la Grècia clàssica es va lliurar la corona de llorer indistintament el campió olímpic aplaudit al Pirítoo, o Sòfocles, creador tràgic, i llavors, Píndar va cantar victoriós: Feliç aquell a qui envolten els nobles rumors !.
Les Panatenees són les festes d'Atenea; el discurs coherent, el logos  o personificació de la Raó.
Homer ens narra els primers Jocs Olímpics documentats detalladament, es tracta dels jocs celebrats amb motiu de la mort de Patrocle, amic d'Aquil·les, l'organitzador d'aquestes competències. Hi va haver entre altres concursos: cursa de carros tirats per cavalls, pugilat, lluita, dards, esgrima, llançament de bola, tir de fletxes i tir de llances. El detall el trobem en la rapsòdia XXIII de la Ilíada . Els premis van ser variats: una euga, calderes, talents, vas amb dues nanses, trípodes, copa, un crater llaurat, un bou, destrals, o mitg talent. Odisseu va triomfar en la lluita i en la carrera. Avui en dia, les medalles reflecteixen els talents en circulació, i les copes es continuen lliurant en múltiples competències esportives.
Més endavant, la celebració rutinària de les olimpíades es va iniciar l'any 776 aC i aquesta data va ser considerada l'any I en la comptabilitat ascendent per al calendari hel·lènic.
Com que les olimpíades es feien cada quatre anys, al primer any se li va dir "De la primera olimpíada" i l'any "De la segona olimpíada" va ser el corresponent al cinc. Els anys intermedis, 2, 3 i 4, es van dir: "Any 1 de la segona olimpíada", "Any dos de la segona olimpíada" i "Any 3 de la segona olimpíada" respectivament.
Les olimpíades van ser interrompudes per Justinià I al segle vi, al mateix temps que tancava l'Acadèmia (fundada per Plató i considerada la primera Universitat, epítet en discussió).
A continuació es presenta una relació dels anys segons el calendari hel·lènic i en forma Paral·lela amb el calendari actual (calendari gregorià), la numeració va del -776 que representa l'any 776 aC fins al 2101, encara que en realitat el compte va ser interrompuda, com ja es va dir, al segle vi.
- 776 aC PRIMERA OLIMPÍADA
- 775 aC Any 1 de la segona olimpíada
- 774 aC Any 2 de la segona olimpíada
- 773 aC Any 3 de la segona olimpíada
- 772 aC SEGONA OLIMPÍADA
- 771 aC Any 1 de la tercera olimpíada
- 1 aC Any 3 de la centèsima nonagèsima quinta olimpíada
- 1 dC CENTÈSIMA NONAGÈSIMA QUINTA OLIMPÍADA
- 2 dC Any 1 de la centèsima nonagèsima sexta olimpíada
- 529 TRICENTÈSIMA VIGÈSIMA SÈPTIMA OLIMPÍADA
- ...(extrapolar) ...
- 2004 Any 3 de la sexcentèsima nonagèsima sexta olimpíada
- 2005 SEXCENTÈSIMA NONAGÈSIMA SEXTA OLIMPÍADA
- 2006 Any 1 de la sexcentèsima nonagèsima sèptima olimpíada